# Camillo Rapetti

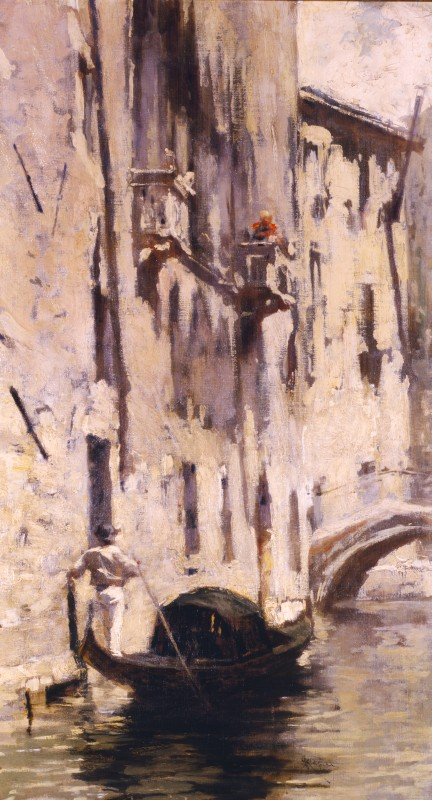
Venezia, 1880-1885 (collections d'art de la Fondazione Cariplo)

Camillo Rapetti, né en 1859 à Milan et mort en 1929, est un peintre italien.

## Biographie
Camillo Rapetti fréquente l'École d'art décoratif et figuratif de l'Académie Brera de Milan où il fait ses débuts en remportant le prix Fumagalli avec un portrait commandé par Vittore Grubicy. Il voyage à Rome, Paris et Londres pour développer les techniques de la peinture à l'huile, de l'aquarelle et de la gravure. Il reçoit d'importantes commandes d'œuvres décoratives à Milan, où il réalise des fresques pour des édifices civils, comme le Teatro Eden, et religieux, comme l'église de Ospedale Maggiore, ainsi que des portraits de bienfaiteurs pour cette même institution. Il expose des scènes de genre à la Quadriennale de Turin en 1902 et à la Mostra Nazionale des Beaux-Arts de Milan en 1906. En 1926, il participe à la première exposition d'artistes milanais organisée par la Famiglia Meneghina.
Parmi ses œuvres, citons : Primavera ; Il medico condotto ; Il preferito ; Corri, corri ; Il Corso Venezia a Milan ; Portrait of the signorina Liuzzi ; La partila alla mora ; Papà, non vieni? ; A tiro ; i primi pani et Gambrino . Il  enseigne à l'Académie de Brera.
Il a influencé Alfredo Vaccari.